# Melchior Teschner
Melchior Teschner (Fraustadt, ara Wschowa, Poznań, 29 d'abril de 1584 – Oberpritschen ara Przyczna Górna, 1 de desembre de 1635) fou un compositor alemany de principis del Barroc. El 1605 fou nomenat cantor de l'església de la seva ciutat natal, ensems que mestre d'escola. I des de 1614 fins a la seva mort pastor de l'església a Oberpritschen. Des del 1609 va treballar amb el pastor Valerius Herberger, amb qui va escriure l'himne coral Valet es ich dir geben el 1613 després de sobreviure a una pesta. També va compondre només dues cançons de casament publicats a Liegnitz, respectivament el 1614 i a Leipzig el 1619.